# Hatillo de Loba
Hatillo de Loba ist eine Gemeinde (municipio) in Kolumbien im Departamento Bolívar.

## Geografie
Hatillo de Loba liegt im Süden Bolívars zwischen den Flussarmen Brazo de Loba und Brazo de Mompós des Río Magdalena im Osten der Isla Margarita in der Subregion Depresión Momposina, 360 km südlich von Cartagena. Die Jahresdurchschnittstemperatur liegt bei 30 °C.
Hatillo de Loba grenzt im Norden an den Brazo de Loba und die Gemeinde Margarita und San Fernando, im Osten an El Banco im Departamento del Magdalena und an El Peñón, im Süden an die Gemeinden Barranco de Loba und San Martín de Loba und im Westen an die Gemeinde Pinillos.
Zu Hatillo de Loba gehören auch die ländlichen Gemeindeteile (corregimientos) La Victoria, Juana Sánchez, La Ribona, San Miguel und El Pozón.

## Bevölkerung
Die Gemeinde Hatillo de Loba hat 12.270 Einwohner, von denen 3661 im städtischen Teil (cabecera municipal) der Gemeinde leben (Stand 2019).

## Geschichte
Vor der Ankunft der Spanier war das Gebiet des heutigen Hatillo de Loba von den indigenen Völkern der Malibues und der Chimilas bewohnt. In der Kolonialzeit wurde das Gebiet zunächst von armen Siedlern und entlaufenen Sklaven besiedelt. Der damalige Bürgermeister von Mompós, Diego Ortiz Nieto, führte erfolgreiche Expeditionen gegen entlaufene Sklaven durch und erhielt im Gegenzug von der Regierung 1637 das Loba-Gebiet, zu dem auch der heutige Ort Hatillo gehört. Die Gemeinde Hatillo de Loba wurde 1988 durch Ausgliederung aus den Gemeinden San Martín de Loba und Barranco de Loba gegründet.

## Wirtschaft
Die wichtigsten Wirtschaftszweige von Hatillo de Loba sind Fischfang und Teichwirtschaft (auch wenn die Wasserqualität in den vergangenen Jahren nachgelassen hat) sowie Holzwirtschaft und Bergbau.